# Oxycera excellens
Oxycera excellens är en tvåvingeart som först beskrevs av Kertesz 1914.  Oxycera excellens ingår i släktet Oxycera och familjen vapenflugor. Inga underarter finns listade i Catalogue of Life.